# Sertularia trigonostoma
Sertularia trigonostoma är en nässeldjursart som beskrevs av Busk 1852. Sertularia trigonostoma ingår i släktet Sertularia och familjen Sertulariidae. Inga underarter finns listade i Catalogue of Life.